# DreamWorks Channel
DreamWorks Channel é um canal de televisão infanto-juvenil do Sudeste Asiático, que pertence e é operado pela DreamWorks Animation. No início, o canal era oferecido pela HBO.

## História
DreamWorks Animation anunciou em 9 de dezembro de 2014, tem planos para lançar seu próprio canal de televisão lançado a partir de mais de 19 países na Ásia no segundo semestre de 2015. DreamWorks Channel foi lançado em 1 de agosto de 2015, na Tailândia. O canal representa a primeira incursão da DWA para operar o seu próprio canal de televisão em qualquer parte do mundo, como resultado de um empreendimento conjunto através do CTH. Em Macau, foi lançado em 1 de abril de 2016. Além da Ásia, o Reino Unido também possui o canal desde 11 de Janeiro de 2016 e está disponível pela Sky, outros países da Europa como Países Baixos e Espanha também já possuem o canal.
O canal foi lançado na América Latina em 1 de abril de 2022, em uma parceria com a Ole Distribution. No Brasil, a Vivo TV foi a primeira operadora a disponibilizar o canal, em substituição ao agora extinto Disney XD.